# Хилл, Элизабет
Эли́забет «Бе́тти» Хилл (англ. Elizabeth «Betty» Hill; 27 февраля 1901, Кейп-Элизабет, Мэн, США — 21 августа 1978, Лос-Анджелес, Калифорния, США) — американский сценаристка. Номинантка на премию «Оскар» (1939) в номинации «Лучший адаптированный сценарий» за фильм «Цитадель» (1938).

## Биография

### Происхождение
Хилл родилась в Кейп-Элизабет (штат Мэн). Когда ей было 20 лет, она вышла замуж за своего первого мужа. Она переехала в Голливуд и получила работу в качестве студенческого стенографиста, и в конце концов добралась до роли девушки-сценариста.

### Карьера
Хилл и Кинг Видор влюбились на съёмочной площадке «Райской птицы» в 1932 году; к тому времени Хилл уже была разведена, но Видор был женат на актрисе Элинор Бордман. Бордман дала развод в 1933 году.
В 1933 году по Голливуду ходили слухи, что Хилл исчезла, но обозреватель Луэлла Парсонс провела расследование и обнаружила, что Хилл всё ещё работает сценаристкой вместе с Видором. Текущие отношения Видора и Хилл были предметом многих сплетен, пока они не поженились в Мексике в 1937 году.
Хилл и Видор сотрудничали по нескольким проектам в течение их отношений, включая «Г.М. Пульхэм Эсквайр». Согласно материалу Los Angeles Times 1934 года, Хилл было поручено снять несколько сцен в «Хлебе нашем насущном» Видора.

### Развод
В 1951 году Хилл подала в суд на развод с Видором по причине его супружеской измены, утверждая, что у него был роман с актрисой Мэри Андерсон. Громкий бракоразводный процесс был в конечном итоге урегулирован на 300 000 долларов США; Видор подал встречную жалобу, утверждая, что их брак в Мексике был незаконным.

## Фильмография
- 1934 — «Хлеб наш насущный[англ.]» / Our Daily Bread
- 1936 — «Техасские рейнджеры» / The Texas Rangers
- 1938 — «Цитадель[англ.]» / The Citadel
- 1940 — «Северо-западный пассаж[англ.]» / Northwest Passage
- 1941 — «Г.М. Пульхэм Эсквайр[англ.]» / H. M. Pulham, Esq.
- 1949 — «Улицы Ларедо» / Northwest Passage